# Kostiantynopolśke
Kostiantynopolśke (ukr. Костянтинопольське, do 2016 Ostrowśkoho, ukr. Островського) – wieś na Ukrainie, w obwodzie donieckim, w rejonie pokrowskim, w hromadzie Kurachowe. W 2001 liczyła 436 mieszkańców.